# 菱叶崖爬藤
菱叶崖爬藤（学名：Tetrastigma triphyllum）为葡萄科崖爬藤属的植物，为中国的特有植物。分布于中国大陆的云南、四川等地，生长于海拔700米至2,000米的地区，多生在山坡以及山谷林中，目前尚未由人工引种栽培。

## 异名
- Tetrastigma triphyllum (Gagnep.) W. T. Wang var. hirtum (Gagnep.) W. T. Wang